# Beszter (Izdobabeszter)
Beszter (szlovákul: Byster) Izdobabeszter településrésze, egykor önálló falu Szlovákiában, a Kassai kerület Kassa-vidéki járásában.

## Fekvése
Kassától 8 km-re nyugatra, a Tarca bal partján fekszik.

## Története
1332-ben a pápai tizedjegyzékben „Bestur” néven említik először, már ekkor volt plébániája és Gregorius nevű papját is említik. Az abaszéplaki kolostor uradalmához tartozott. A környező településekhez hasonlóan a középkorban ide is németeket telepítettek. 1427-ben Beszternek 20 portája volt, ez mintegy 100 lakost jelent. A 16. században lakossága jelentősen csökkent. 1553-ban mindössze öt porta volt a faluban, 1598-ban 26 háza állt. A 16. század végén itt is hódított a reformáció, temploma is a reformátusoké lett. 1720-ban 8 parasztcsalád élt a faluban. 1746-ban 104 lakosából 37 kálvinista, 25 görögkatolikus, 6 római katolikus, 1 luteránus és 35 gyermek.
A 18. század végén Vályi András így ír róla: „BESZTER. Bisztar. Magyar, és tót falu Abauj Vármegyében, birtokosa a’ SZENT ISTVÁN nevezetét viselő Kispapság, lakosai katolikusok, minden javakkal megáldotta a’ természet, ’s vagyonnyait Kassának szomszédságában lévén jól eladhattya, első Osztálybéli.”
A 18. században már vegyes magyar-szlovák lakossága volt, 1851-ben 400 felnőtt lakosából a magyarok voltak többségben. Fényes Elek 1851-ben kiadott geográfiai szótárában így ír a faluról: „Beszter, (Bisztár), magyar-tót falu, Abauj vgyében, Kassához 1 1/2 órányira: 149 r. kath., 50 g. kath., 21 evang., 180 ref. lak. Ref. és kath. templom. Lakosai sok gyümölcsöt, különösen hires cseresznyét termesztenek. F. u. a Sz.-István seminariuma.”
Borovszky Samu monográfiasorozatának Abaúj-Torna vármegyét tárgyaló része szerint: „Keletre, a Kassai-hegy túloldalán, a Tárcza mellett következő kisközségek fekszenek: [...] Beszter, 71 házzal, 444 magyar és tót lakossal.”
A trianoni diktátumig Abaúj-Torna vármegye Kassai járásához tartozott, majd az új Csehszlovák államhoz csatolták. 1938 és 1945 között ismét Magyarország része.
1964-ben egyesítették Izdobával.

## Népessége
- 1880-ban 452 lakosából 293 szlovák és 137 magyar anyanyelvű volt.
- 1890-ben 444-en lakták, ebből 258 szlovák és 179 magyar anyanyelvű.
- 1900-ban 425 lakosából 177 szlovák és 245 magyar anyanyelvű volt.
- 1910-ben 446-an lakták, ebből 159 szlovák és 271 magyar anyanyelvű.
- 1921-ben 471 lakosából 210 csehszlovák és 229 magyar.
- 1930-ban 504 lakosából 403 csehszlovák és 88 magyar volt.
- 1941-ben 547-en lakták, ebből 1 szlovák és 516 magyar.

## Neves személyek
- Beszteren született 1953. január 2-án Peres Imre református lelkész, vallástörténész, egyetemi tanár.

## Lásd még
- Izdobabeszter
- Izdoba